# Вотервілл (Міннесота)
Вотервілл (англ. Waterville) — місто (англ. city) в США, в окрузі Ле-Сюер штату Міннесота. Населення — 1750 осіб (2020).

## Географія
Вотервілл розташований за координатами 44°13′19″ пн. ш. 93°34′21″ зх. д. / 44.22194° пн. ш. 93.57250° зх. д. (44.221854, -93.572408).  За даними Бюро перепису населення США в 2010 році місто мало площу 6,04 км², з яких 4,39 км² — суходіл та 1,64 км² — водойми.

## Демографія
Згідно з переписом 2010 року, у місті мешкало 1868 осіб у 785 домогосподарствах у складі 486 родин. Густота населення становила 309 осіб/км².  Було 963 помешкання (159/км²).
Расовий склад населення:
| - 96,9 % — білих - 1,0 % — корінних американців - 0,4 % — чорних або афроамериканців - 0,3 % — азіатів |

До двох чи більше рас належало 1,2 %. Частка іспаномовних становила 1,8 % від усіх жителів.
За віковим діапазоном населення розподілялося таким чином: 22,7 % — особи молодші 18 років, 57,4 % — особи у віці 18—64 років, 19,9 % — особи у віці 65 років та старші. Медіана віку мешканця становила 42,4 року. На 100 осіб жіночої статі у місті припадало 92,6 чоловіків;  на 100 жінок у віці від 18 років та старших — 91,5 чоловіків також старших 18 років.
Середній дохід на одне домашнє господарство  становив 49 007 доларів США (медіана — 38 348), а середній дохід на одну сім'ю — 61 506 доларів (медіана — 50 357). Медіана доходів становила 43 750 доларів для чоловіків та 30 750 доларів для жінок. За межею бідності перебувало 13,4 % осіб, у тому числі 15,7 % дітей у віці до 18 років та 9,5 % осіб у віці 65 років та старших.
Цивільне працевлаштоване населення становило 860 осіб. Основні галузі зайнятості: виробництво — 25,9 %, освіта, охорона здоров'я та соціальна допомога — 24,3 %, роздрібна торгівля — 8,8 %, будівництво — 7,0 %.